# 沈翰卿
沈翰卿（1903年—2003年），男，浙江绍兴人，中华人民共和国政治人物，曾任江西省政协副主席，第五、六届全国政协委员。